# Under My Thumb
"Under My Thumb" er en sang, der blev skrevet af Mick Jagger og Keith Richards til The Rolling Stones. Den fandtes første gang som et nummer på albummet fra 1966 Aftermath, og selvom den aldrig blev udgivet som single, er den en af bandets mest populære sange fra den periode, og optræder jævnligt på opsamlingsalbummer. Den blev også indspillet af The Who i 1967, og findes på deres album Odds and Sods fra 1998.

## Teksten
Sangteksten havde, med sin stemning, en overfladisk og kvindefjendske attitude som The Stones i 60erne dyrkede, om end koncept af ”Under My Thumb” var mere sofistikeret end nogen af de andre kontroversielle sange de på dette tidspunkt havde offentliggjort.
Jaggers sangtekst fejrede tilfredsstillelsen af endeligt at have kontrollen over en tidligere dominerende kvinde. Sangteksten, der hylder den succesfulde "tæmning", sammenligner kvinden med et kæledyr, en kat eller en hund, og fremprovokerede dermed negative reaktioner blandt nogle lyttere, især feminister, som protesterede mod undertrykkelsen i den mandlige fortællers seksuelle politik. Det kan argumenteres, at sangen er et billede og at ondskabsfuldheden i både sangteksten og Jaggers sang ikke skal tages som fortaler for mandlig dominans. Mange tilhørere noterede sig også at den kvinde, som er grundlaget for sangen, tidligere var den dominerende figur i forholdet, og at fortælleren oprindeligt var underdanig i forhold til hende. Dette gør at sangen bliver mere kompliceret, og den ikke bare kan kaldes chauvinistisk. Jagger fortæller om nummeret i et interview fra 1995: "Det er lidt et snydenummer, virkeligt. Det er ikke en mere anti-feministisk sang end nogle af de andre… Ja, det en karikatur, og den er et svar til en pige som var en meget dominerende kvinde .”
Sangen var også bemærkelsesværdig for dens forbindelse med den ulykkelige død af Meredith Hunter, ved den bekendte Altamont Free Concert i 1969. The Stones var midtvejs i dette nummer, da en kamp brød ud mellem Hells Angels, som var sikkerhedsvagter, og koncert deltagerne Det hele kulminerende med Hunter, der blev stukket ned af Hells Angels Alan Passaro efter Hunter angiveligt trak et pistol .
I 1967, efter Mick Jagger og Keith Richards blev anholdt for besiddelse af stoffer, indspillede The Who cover af sangene “Under My Thumb” og The Last Time som en single. Intensionerne var at hjælpe Jagger og Richards med at betale kaution, selvom ironisk nok, at på tidspunktet for singlens udgivelse var de allerede blevet løsladt .

### Fodnote
1. ↑  Under My Thumb
2. ↑  "Gimme Shelter". Arkiveret fra originalen 1. december 2007. Hentet 4. december 2007.
3. ↑  Under My Thumb by The Rolling Stones Songfacts